# Egon Zimmermann
Egon Zimmermann (ur. 8 lutego 1939 w Lech, zm. 23 sierpnia 2019 tamże) – austriacki narciarz alpejski, mistrz olimpijski i dwukrotny medalista mistrzostw świata.

## Kariera
Największe sukcesy w karierze Egon Zimmermann osiągnął w 1962 roku, kiedy podczas mistrzostw świata w Chamonix zdobył dwa medale. W slalomie gigancie okazał się najlepszy, wyprzedzając dwóch rodaków: Karla Schranza i Martina Burgera. Trzy dni później wywalczył brązowy w biegu zjazdowym, w którym lepsi okazali się jedynie Karl Schranz oraz Francuz Émile Viollat. W tym samym roku wygrał także slalom podczas zawodów Arlberg-Kandahar w Sestriere.
W 1963 roku zwyciężył w zjeździe i kombinacji alpejskiej podczas zawodów Hahnenkammrennen w Kitzbühel. W tym samym roku otrzymał także nagrodę Skieur d’Or, przyznawaną przez Międzynarodowe Stowarzyszenie Dziennikarzy Narciarskich. W 1964 roku startował na igrzyskach olimpijskich w Innsbrucku, zdobywając złoty medal w zjeździe. Wyprzedził wtedy Francuza Léo Lacroixa oraz Wolfganga Bartelsa ze Wspólnej Reprezentacja Niemiec. Na tych samych igrzyskach startował także w gigancie, jednak nie zdołał ukończyć rywalizacji. Ponadto w 1964 roku wygrał zjazd oraz kombinację podczas zawodów Lauberhornrennen w Wengen.
Z mistrzostw świata w Portillo w 1966 roku wrócił bez medalu. W swoim jedynym starcie, biegu zjazdowym, zajął dwunastą pozycję. W tej samej konkurencji zajął trzynaste miejsce podczas rozgrywanych w 1968 roku igrzysk olimpijskich w Grenoble. Kilkakrotnie startował w zawodach Pucharu Świata najlepszy wynik osiągając 14 stycznia 1967 roku w Wengen, gdzie w zjeździe był czwarty. W klasyfikacji generalnej najlepiej wypadł w sezonie 1966/1967, który ukończył na siedemnastej pozycji. W tym samym sezonie był też między innymi dziewiąty w klasyfikacji końcowej zjazdu. Swój jedyny złoty medal mistrzostw Austrii zdobył w 1956 roku, kiedy zwyciężył w zjeździe.
Był właścicielem hotelu Kristberg w Lech; pozostawał członkiem klubu narciarskiego Ski Club Arlberg. Chorował na stwardnienie rozsiane, podobnie jak dwaj inni medaliści igrzysk w Innsbrucku: Jimmy Heuga i Josef Stiegler.

## Osiągnięcia

### Igrzyska olimpijskie
| Miejsce | Dzień       | Rok  | Miejscowość | Konkurencja | Czas biegu | Strata | Zwycięzca         |
| ------- | ----------- | ---- | ----------- | ----------- | ---------- | ------ | ----------------- |
| 1.      | 31 stycznia | 1964 | Innsbruck   | Zjazd       | 2:18,16    | –      | –                 |
| DNF     | 2 lutego    | 1964 | Innsbruck   | Gigant      | 1:46,71    | –      | François Bonlieu  |
| 13.     | 9 lutego    | 1968 | Grenoble    | Zjazd       | 1:59,85    | +2,70  | Jean-Claude Killy |

### Mistrzostwa świata
| Miejsce | Dzień       | Rok  | Miejscowość | Konkurencja | Czas biegu | Strata | Zwycięzca         |
| ------- | ----------- | ---- | ----------- | ----------- | ---------- | ------ | ----------------- |
| 3.      | 18 lutego   | 1962 | Chamonix    | Zjazd       | 2:24,33    | +0,80  | Karl Schranz      |
| 1.      | 15 lutego   | 1962 | Chamonix    | Gigant      | 1:38,97    | –      | –                 |
| 1.      | 31 stycznia | 1964 | Innsbruck   | Zjazd       | 2:18,16    | –      | –                 |
| DNF     | 2 lutego    | 1964 | Innsbruck   | Gigant      | 1:46,71    | –      | François Bonlieu  |
| 12.     | 7 sierpnia  | 1966 | Portillo    | Zjazd       | 1:34,40    | +2,43  | Jean-Claude Killy |
| DSQ1    | 10 sierpnia | 1966 | Portillo    | Gigant      | 3:19,42    | -      | Guy Périllat      |
| 13.     | 9 lutego    | 1968 | Grenoble    | Zjazd       | 1:59,85    | +2,70  | Jean-Claude Killy |

### Puchar Świata

#### Miejsca w klasyfikacji generalnej
- sezon 1966/1967: 17. miejsce
- sezon 1967/1968: 62. miejsce

#### Miejsca na podium
Zimmermann nigdy nie stanął na podium zawodów PŚ.